# Rafael Pombo
Rafael Pombo (Bogotá, 7 de novembro de 1833 - 5 de maio de 1912) foi um poeta, jornalista e escritor de fábulas colombiano.

## Biografia
É filho de Lino de Pombo O'Donnell e de Ana Maria Rebolledo, dois membros de famílias aristocratas de Popayán. Estudou matemáticas numa escola militar, abandonando as ciências para se dedicar à poesia. Parte para os Estados Unidos como secretário de uma delegação colombiana em Washington. É depois encarregue pela D. Appleton & Company para traduzir cirandas tradicionais anglo-saxónicas para espanhol. O resultado desse trabalho é, mais do que uma tradução, uma adaptação livre editada em dois volumes sob os títulos Cuentos pintados para niños e Cuentos morales para niños formales. Após 17 anos nos Estados Unidos, regressa à Colômbia onde trabalha como tradutor e jornalista, criando diversos jornais. A 20 de agosto de 1905 ele é premiado como Poeta Nacional da Colômbia. O seu estado de saúde deteriora-se progressivamente e morre em Bogotá a 5 de maio de 1912.